# Bugie diverse
Bugie diverse è un singolo del rapper italiano CoCo, pubblicato il 23 gennaio 2019 come primo estratto dal primo album in studio Acquario.

## Video musicale
Il videoclip, scritto e diretto da VIMAfilm e Arsenyco, è stato caricato sul canale YouTube del rapper il 15 aprile 2019. Il videoclip comprende anche la traccia audio del singolo Dietro front.

## Tracce
Testi di Corrado Migliaro e Davide Petrella, musiche di Rosario Castagnola.
1. Bugie diverse – 3:20